# Лебёдкина, Наталья Сергеевна
Наталья Сергеевна Лебёдкина (6 июня 1918, Винница — 7 июня 2000, Москва) — советский и российский зоолог, сравнительный анатом. Специалист по эмбриональному и историческому развитию черепа земноводных и рептилий. Лауреат премии им. А. О. Ковалевского.

## Биография
Родилась 6 июня 1918 года в Виннице в дворянской семье. Отец — врач Сергей Иванович Лебёдкин, сын директора Пробирной палаты И. С. Лебёдкина и Ю. М. Лебёдкиной, происходившей из дворянского рода Кованько, мать — сестра милосердия Мария Платоновна Лебёдкина (Вердеревская), дочь адмирала П. В. Вердеревского. Из-за назначений отца семья часто переезжала из города в город. В 1920—1922 годах они жили в Крыму. В 1922 году Лебёдкины переехали в Минск. До десяти лет Наталья получала домашнее образование, обучаясь музыке, истории, литературе, французским и немецким языками, точным и естественным наукам, а в 10 лет поступила в школу в третий класс. В 1934 году семья её переехала в Ленинград, а через год она поступила на биологический факультет Ленинградского университета. Через пять лет Наталья Сергеевна окончила университет с отличием и поступила в аспирантуру в Институт им. П. Ф. Лесгафта. В 1941—1942 годах Лебёдкина вместе с семьёй оставалась в блокадном Ленинграде. В связи с отказом от срочной эвакуации отца Лебёдкиной приговорили к высшей мере наказания, но заменили приговор десятью годами заключения. В 1942 году он погиб. Весной 1942 года семья Лебёдкиных была эвакуирована, однако на станции Буй Ярославской области мать Лебёдкиной погибла от дистрофии. Наталья Сергеевна устроилась сначала медсестрой в больницу, затем санинструктором на временный военно-санитарный поезд, на котором она приехала в Москву. Здесь она жила в коммунальной квартире у своей тёти, Т. И. Лебёдкиной.
В 1944 году Лебёдкина устроилась на должность ассистента кафедры зоологии и сравнительной анатомии Московского технического института рыбной промышленности и хозяйства, а в 1946 году — по совместительству на полставки ассистента одноимённой кафедры Биологического факультета МГУ. В 1947 году она полностью перешла на работу в МГУ, где через три года защитила кандидатскую диссертацию «Морфо-функциональный анализ черепа зайцев и полёвок».
В апреле 1951 года Лебёдкину арестовали и по обвинению в антисоветской пропаганде приговорили к 5 годам ИТЛ. Она попала в лагерь в Куйбышевской области. В 1953 году, вскоре после смерти Сталина, её освободили по "Ворошиловской амнистии". В связи с невозможностью работы в московских вузах до 1954 года Лебёдкина работала на фабрике медучпособий, изготавливая препараты для учебных заведений. После её приняли на работу в Институт научной информации АН СССР, а после реабилитации в 1955 году она перешла в лабораторию эмбриологии позвоночных Зоологического института под руководством И. И. Шмальгаузена. Здесь она исследовала морфологию, онтогенез и филогению костного черепа углозубов. За свои исследования в 1965 году Лебёдкина награждается премией имени А. О. Ковалевского. После смерти своего учителя профессора Б. С. Матвеева,  с 1973 по 1975 год (включительно) читала курc сравнительной анатомии на кафедре зоологии позвоночных биологического факультета МГУ.
В 1976 году Лебёдкина защитила докторскую диссертацию «Развитие костного черепа хвостатых амфибий (к проблеме происхождения наземных позвоночных)». Через три года вышла её книга «Эволюция черепа амфибий», которая стала одной из наиболее цитируемых русскоязычных работ в своей области. В 1982 году она удостоилась за неё первой премии Московского общества испытателей природы как за лучшую работу в области естественных наук. Позднее Лебёдкина начала работать над изучением развития черепа пресмыкающихся и увлеклась экспериментальной эмбриологией.
Скончалась 7 июня 2000 года. Похоронена на Новодевичьем кладбище (2 уч., 7–1)

## Избранные труды
- Лебёдкина Н. С. Морфо-функциональный анализ челюстного аппарата зайцев // Зоологический журнал. — 1957. — Т. 36, вып. 10. — С. 1539—1556.
- Лебёдкина Н. С. Развитие костной нёбной дуги хвостатых амфибий // Доклады Академии наук СССР. — 1960. — Т. 131, вып. 5. — С. 1206—1208.
- Лебёдкина Н. С. Развитие парасфеноида хвостатых амфибий // Доклады Академии наук СССР. — 1960. — Т. 131, вып. 6. — С. 1476—1479.
- Лебёдкина Н. С. Развитие предглазничных связей нёбно-квадратного хряща у Ranodon sibiricus // Доклады Академии наук СССР. — 1963. — Т. 150, вып. 1. — С. 199—202.
- Лебёдкина Н. С. Развитие покровных костей основания черепа хвостатых амфибий сем. Hynobiidae // Труды Зоологического института АН СССР. — 1964. — Т. 33. — С. 75—172.
- Лебёдкина Н. С. Развитие носовых костей у хвостатых амфибий // Доклады Академии наук СССР. — 1964. — Т. 159, вып. 1. — С. 219—222.
- Лебёдкина Н. С. Развитие костей крыши черепа хвостатых амфибий // Труды Зоологического института АН СССР. — 1968. — Т. 46. — С. 86—124.
- Лебёдкина Н. С. Гомология чешуйчатой кости хвостатых амфибий // Доклады Академии наук СССР. — 1978. — Т. 241, вып. 6. — С. 1447—1450.
- Лебёдкина Н. С. Эволюция черепа амфибий (к проблеме морфологической интеграции) / ответственный редактор Э. И. Воробьёва. — М.: Наука, 1979. — 283 с.
- Лебёдкина Н. С. Глава 7. Проблема координаций и корреляций // Современная эволюционная морфология / под ред. Воробьёвой Э. И., Вронского А. А.. — Киев: Наукова думка, 1991. — С. 104—117. — 312 с. — ISBN 5-12-001589-0.
- Lebedkina N. S. The development of bones in the skull roof of Amphibia // Current Problems of Lower Vertebrate Phylogeny: Proceeding of the Fourth Nobel Symposium. — Stockholm, 1968. — С. 317—329.

## Комментарии
1. ↑  В источнике[2] сказано за антисоветскую деятельность, но такой формулировки в УК РСФСР не было. Судя по сроку, и тому, что Лебёдкина не попала в особлаг, речь шла о ст. 58-10. Тот же источник приводит сведения, что "Н. С. Лебедкину посадили по доносу за рассказанный в гостях остроумный анекдот" (стр. 191), только "анекдотчики" (чистая 58-10 без 58-11) попадали в ИТЛ, а не особлаги.